# Pfarrkirche Antau

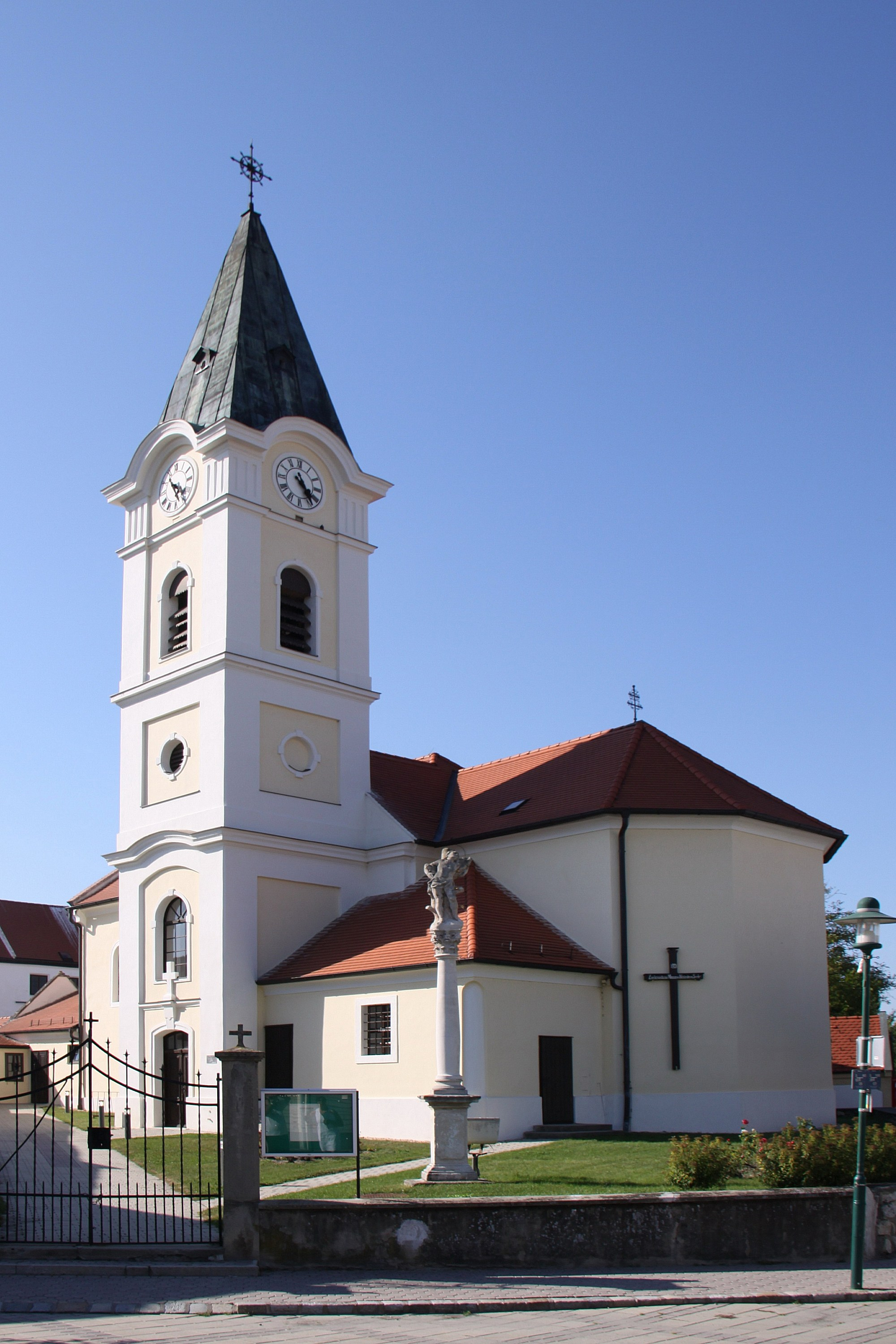
Kath. Pfarrkirche hl. Andreas in Antau

Die römisch-katholische Pfarrkirche Antau steht in der Gemeinde Antau (kroatisch: Otava, ungarisch: Selegszántó) im Bezirk Mattersburg im Burgenland. Sie ist dem heiligen Andreas geweiht und gehört zum Dekanat Trausdorf in der Diözese Eisenstadt. Die Kirche steht unter Denkmalschutz.

## Geschichte
Bereits 1390 wurde erstmals eine Kirche im heutigen Antau erwähnt. Vor 1402 wurde sie zur Pfarrkirche erhoben. 1641 wurde ein hölzerner Glockenstuhl mit zwei Glocken aufgesetzt. Im Zuge der Zweiten Wiener Türkenbelagerung brannte die alte Kirche 1683 ab. Unter Verwendung von älterem Mauerwerk wurde die Kirche in den Jahren 1809 und 1810 neu aufgebaut. Nach einem Brand 1853 wurde die Kirche im Jahr 1854 neu aufgebaut. 1898 wurde weiters ein Kirchturm angebaut. 1966 erfolgte eine Restaurierung. 1984 und 2009 wurde die Kirche abermals umfassend renoviert. Mit 1. Jänner 2016 wechselte die Pfarre Antau vom Dekanat Mattersburg in das Dekanat Rust, mit 28. Juni 2020 schließlich in das neu errichtete Dekanat Trausdorf.

## Architektur
Die Kirche ist ein klassizistischer Saalbau mit eingezogenem, kantig geschlossenem Chor. An der südlichen Seite des Langhauses ist ein dreigeschoßiger Turm mit Pyramidenhelm angebaut. Im westlichen Vorbau ist der mittelalterliche Rest des alten Kirchturmes bis zur Dachhöhe erhalten.
Der Vorraum ist tonnengewölbt mit Stichkappen. Das Portal aus dem 15. und 16. Jahrhundert hat einen Kragbogensturz. Die Gitter aus Schmiedeeisen stammen aus dem 18. Jahrhundert. Über den drei Jochen des Kirchenschiffes ist Platzlgewölbe zwischen Gurtbögen, die auf Pilastern ruhen. Die Westempore ist dreiachsig und lagert auf Vierkantstützen. Ein breiter Triumphbogen trennt den Chor vom Kirchenschiff. Dieser ist durchgängig gekehlt. Das Chorjoch ist platzlgewölbt, während die Apsis schalengewölbt ist.

## Ausstattung
Das ehemalige Altarbild, das 1902 von Franz Storno aus Sopron gemalt wurde, hängt heute an der Apsiswand und zeigt den heiligen Andreas. Auf dem linken Seitenaltar ist eine Glockenmadonna („Eisenstädter Gnadenbild“) aufgestellt. Über der Tür zur Sakristei ist ein Kruzifix aus dem 18. Jahrhundert. Auch das Taufbecken stammt aus dieser Zeit.
Die Glocke wurde 1779 von Johann Georg Köchel in Sopron gegossen. Die Orgel aus 1910 wurde von Gebrüder Rieger in Jägerndorf mit 8 Registern gebaut.